# Gamma
Gamma（ガンマ、1973年5月16日 - ）は、日本の男性プロレスラー。福島県いわき市出身。血液型A型。本名：菅本 嘉人（すがもと よしひと）。

## 経歴
1996年4月23日、みちのくプロレス二戸市体育館大会で菅本嘉人として対ウィリー・ウィルキンスJr.戦でデビュー。
1997年3月に、みちのくプロレスを退団後、サラリーマンを経て1999年4月大阪プロレスに入団。2000年末のディック東郷・星川尚浩らの大阪プロレス離脱を受け、2001年1月にリングネームをGammaに変更し、ヒールユニットFLUxx（フラックス）を結成し活躍。しかしメンバーのビッグボスMA-G-MAが活躍するようになると次第にリーダーとしての立場を失い2003年に離脱、正規軍（のちUGM）に加入する。しかし肩の負傷による欠場を繰り返し目立ったアクションを起こすには至らず2005年4月をもって退団、以後は個人事務所Gammaxを立ち上げ、みちのくプロレスとZERO1-MAXを主戦場に悪役として暴れ、佐藤兄弟（佐藤秀・恵）にヒールターンを呼びかけSTONEDを結成。
2006年、MA-G-MAことマグニチュード岸和田の誘いを受けてBlood Generationの助っ人としてDRAGON GATE（以下DG）に登場。しかし、前年のびっくりプロレス（元大阪プロレス所属スタッフによる自主興行）での因縁からCIMAと折り合いがつかず仲違いを繰り返す。同年4月、吉野正人、土井成樹らと共にCIMA、ドン・フジイを襲撃し新たにマッスル・アウトローズ（以下MO）を結成。以降、DGを主戦場としている。現在に至ってはDGのトップ・ヒール（自称「エース」）まで上り詰めた（試合前の選手紹介の時にリングアナが『DGのエース』とコールしていた）。
プロレスラーの活動と並行してボディビルダーとしても活躍しており、2005年にはプロレスラーとして初めてボディビルの大会（第18回大阪クラス別ボディビル選手権）に出場、ミドル級（75kg以下）で9位の好成績を収めた。またトレーナー資格を有しており、2006年3月には大阪府吹田市に女性専用のフィットネススタジオをオープンした。
2007年8月11日名古屋国際会議場大会、玉岡金太と組んでのマスカラ・コントラ・カベジェラ戦（相手は、アンソニー・W・森＆ドラゴン・キッド）で玉岡のプロテインパウダー攻撃誤爆でフォールを奪われGammaが坊主となった。9月22日の大田区体育館大会で玉岡とシングルで対戦し、MOのメンバーの裏切りに遭い敗北、MOから追放となった。
なお、翌23日にDGよりGammaからの申し入れによりGammaとの契約を解除すると共に今後一切DGへ参戦しないことが発表された。一方、Gammaは9月22日の試合終了後に「（DGが）全てにおいて約束を違えること、信頼関係が保てなくなったこと、約束を守らなかったこと」をマスコミの囲み取材でコメントしており、当初2年（2006年3月から）であった契約を上述理由により大田区大会で破棄したとしていたが、2007年10月21日京都KBSホール大会において再びDGに復帰。CIMAと握手を交わし、タイフーン入りを表明するが、すぐに裏切りMOへ復帰した。復帰の際には観衆に「大Gammaコール」で迎えられた。12月「KING OF GATE」に参戦し決勝でCIMAに急所蹴りを直撃させ試合続行不可能な状態にして優勝。2008年2月にCIMAの持つオープン・ザ・ドリームゲートに挑戦したが敗れた。
同年4月にオープン・ザ・ブレイブゲートトーナメントで優勝し王座獲得。同時にブレイブゲートの名称を『オープン・ザ・Gammaゲート』と勝手に変更した。ちなみに防衛戦では格下の超神龍と3度、Dr.マッスルや佐野直と戦い、いずれも勝っているが、内容はタイトル戦の試合とは思えないほど反則や凶器攻撃、にて更には堀口元気ガンマゲート実行委員長の理不尽な判定等で防衛している。しかし6回防衛したところでDr.マッスルに扮した吉野正人に敗れ、『オープン・ザ・ブレイブゲート』に戻された。
2009年1月18日、所属していたユニットREAL HAZARDを追放された。それまでは一貫してヒール（嫌われ役）だったが斎藤了の裏切りにあってREAL HAZARDのメンバーに袋叩きにされていた横須賀享を救出し、そのままオープン・ザ・ツインゲート王座挑戦を表明。3月1日の王座戦でサイバーから3カウントを奪い、初めてツインゲートを獲得した。試合後に長期欠場中の（一部ではGammaとは犬猿の中と呼ばれていた）CIMAを呼び込み、横須賀享、REAL HAZARDから脱退したKAGETORAと共に新ユニットWARRIORS-5結成を表明した。
2010年11月13日、WARRIORS-5を離脱し、土井らと共闘することになった。
その後WARRIORS-5がWARRIORSへ、そしてBlood-WARRIORSになるが、シフトチェンジを理由に追放され、望月率いるJUNCTION-Ⅲに加入したが敗者ユニット脱落マッチで脱落し追放。
一時期はハリウッドストーカー市川やしゃちほこマシーンと試合を行っていたが、CIMAがBWを追放されると、二度目の大阪０６の結成と第二次ベテラン軍として望月・フジイ・市川らと共闘することとなった。
2014年よりヨースケ♡サンタマリアと戦うことが多くなる。またGammaは全身網タイツのGamma女王を彷彿させるようないでたちで登場しエビアンをヨースケの口に移すというムーブメントを見せたりした。さらにはマリアでもやらない観客へのキスなども見せる。尚、この年の12月に行われた興行に於いて怪我により休場中だったマッド・ブランキーのリーダーである土井成樹によって興行後に土井ダーツなるイベントが開かれ、自身のヒールユニットであるMAD BLANKEYへの強制加入が決まった。
しかし2015年5月5日の愛知県体育館大会にてドン・フジイ、CIMAとともに追放される。
その後は斉藤了扮する「了八先生」と共に「３Ｂ生徒会」に字がキレイと言う理由で書記係に任命されている。
6月14日、CIMAとフジイとのトリオでトライアングルゲート王座を獲得する。
11月1日、新ユニットOVER GENERATIONのメンバーになる。同日、これまで4回防衛していたトライアングルゲート王座を返上した。
12月3日、鷹木の持つドリームゲート王座に挑戦するも試合はVerserKのセコンドの乱入により両者リングアウトになり、再試合ではギリギリのところまで追いつめベルト獲得まであと一歩のところだったが、これもセコンドの乱入によりノーコンテストになる。その後はCIMAに託した。
12月28日、パンチ富永をパートナーに土井とYAMATOの持つツインゲート王座に挑戦したが、獲得はできなかった。
2016年6月26日、第2の故郷である和泉で20周年記念大会を開催。
2017年は左肘の負傷で戦線離脱。
2018年7月5日、自身の所属していたOVER GENERATIONが解散。その後は無所属として活動する。
2022年4月21日の神戸サンボーホール大会で、DRAGON GATEの退団と2022年8月14日での引退を発表した。
2022年6月5日GLEAT新木場大会に登場し4年振りにCIMAとの大阪06を結成、7月1日の東京ドームシティホール大会で河上隆一＆チェック島谷と対戦した。
2022年8月14日の自主引退興行ではCIMAと組み、マグニチュード岸和田、KAZMA SAKAMOTOと対戦し引退した。
2024年6月16日の自主興行「和泉プロレス祭り」にて現役復帰。

## 得意技
ボディビルダー型のビルドアップされた肉体が目を引くが、パワーより身体のバネと柔らかさを生かした闘いを見せる。肩に故障を抱えているため、力技の使用を避けている理由もある。
スカイツイスタープレス
REAL HAZARD追放直前から使用し始めた、Gammaの最上級フィニッシャー。フォームが非常に美しく、ラフファイトの裏に隠されたテクニックと身体能力の高さが窺える技。尚、ドラゴンゲートのリングでは後述するGamma大王としてダークサイド・ハルクとのシングルマッチにおいて放ったのが初披露である。この技で数々のタイトルを奪取しており、ツインゲートを奪取した試合は殆どこの技で決めている。
ガンマスペシャル
主なフィニッシュ技。CIMAのシュバインをCIMAに対抗して模倣した技。技の前に「ガンマスペシャルー！」と叫ぶ為、形勢逆転され、決まらない場合も多い。最近はトカレフ二丁拳銃→ガンマスペシャル→CIMAのメテオラという連携フィニッシュ技もある。
ガンマ助クラッチ
ミスター雁之助の雁之助クラッチの体勢から、前方ではなく側方に回転して丸め込む技。数々の試合で起死回生の勝利を呼び込んでいるGammaの代名詞的技のひとつ。
ブリッツェン
ハイジャックバックブリーカーの体勢に相手をもちあげ、開脚しつつジャンプし、相手を前方へ回転させつつ叩きつけるフェイスバスター。Gamma大王としての試合では、花道、雪崩式でも使用している。雪崩式で繰り出すと「ブリッツエンB4」という技名になる。技名はドイツ語で「雷光」の意味。CIMAのフットスタンプからブリッシェンという連携もある。
サミング
チョキの指で相手の両目を潰す反則技。チョップ合戦からチョップを打つと見せかけて止め、相手が固まったところへ、チョンッと突くのがガンマ流。目へのダメージそのものより精神的ダメージが大きい。
アックスボンバー
技の前に「アックスボンバー！」と叫ぶ為、やはりすんなり決まらない場合が多い。一発目に決まらず2発目に叫ばずに決まることはある。
エビアンダウンした相手にうがいをした水をかける嫌がらせ技。「エビアン」という技名はあるがほとんどの場合「汚水攻撃」と表現される。お茶バージョンの時もあった。タッグパートナーが相手を固定しておくのだが、たまに相手と入れ替わって誤爆する時もある。変則的な使い方として、プロテイン攻撃を顔面に受けた味方の横須賀享のプロテインの粉を洗い流すために使用したこともある。本来は嫌がらせ技であり、またドラゴンゲート参戦当初はヒール役であったため、この技を使う時には観客から悲鳴やブーイングが飛んでいたが、REAL HAZARDを追放されてベビーフェイス的な立ち位置になってからは一転して歓声が起こることが多くなった。現在はペットボトルにたまった水を口に入れずに相手の腹に落とすという強力な技として使っている。
スイートエンジェルキッス
自分の手にツバを吹き付け、相手の顔に塗りたくる嫌がらせ技。こちらも技名ではなく「ツバ攻撃」という表現が主に使われている。当初は前述の通りだったが、だんだんとエスカレートし、あるときは相手にツバをそのままかけたり、またあるときは歯ブラシで歯を磨いた後に、ツバを拭きかけたりとする。2007年8月10日の後楽園大会と11日の愛知大会では、バナナを口に入れ、その後バナナとツバを混ぜたものを、そのまま相手の顔に乗せるという相手からすればこれ以上ない屈辱的な嫌がらせ。魚肉ソーセージでやったこともある。ちなみに主な被害者はCIMA、B×Bハルク、そしてアンソニーである。また、2008年には生卵、コンビニのおにぎり（汚にぎり）まで使用するようになった。Gamma大王の時には赤い液体を口から垂らしていた。やはり最近ではこの技を実行しようとすると歓声が起こるようになっている。
サイコデスロック
変形型キャメルクラッチ。相手の脚をリバース・インディアン・デスロック風に交差させつつ折りたたんで固定し痛めつける。
ガンマスラッシュ
ジャックハマーと同型。持ち上げてから落とすまでが速い。
くるっとボム
パワーボムの体勢で相手を上に放り投げ、相手を1回転させてフェイスバスターのように顔面を叩きつける。
フラッシュバック
ツームストーン・パイルドライバーの状態から相手上半身を煽るように振り上げて、開脚ジャンプ。相手を顔面から叩きつけるフェイスバスター。
ガン・マヒストラル・スペシャル
長座の相手に自らの左腕と左足で相手の両腕を捕らえながら側方へ回転し、相手を押さえ込む変形のラ・マヒストラル。後藤洋央紀の後藤弐式と同型。
ダイビングヘッドバット
長い飛距離とバネを効かせたスピードのある飛び方が特徴。最近は使用しない。
G9クラッチ
土井のV9クラッチと同型の技。
Gammaスペシャル下剋上
神田の下剋上エルボーをそのまま模倣した技。
新Gammaスペシャル
CIMAのメテオラをそのまま模倣した技。2010年のツインゲート戦で本家CIMAからこの技でフォールを奪った。
シンガポールケイン攻撃
竹刀で相手を殴打する。たまに受け止められ、奪い取られて反撃される。Gammaを代表する反則技の１つ
乳首攻撃
相手のわずかな隙をついて乳首をつかむ技。
雪崩式ツームストーンパイルトライバー
ここぞと言う大一番で使用する技。この技でかつてCIMAを丸坊主に、Pos.HEARTS、Typhoonを解散に追い込んだ。
リバース・フランケンシュタイナー
くちびる式体固め
ヨースケ♥サンタマリアに決めたキスをしながらフォールする超荒技。
ガンマ油
サラダ油をかける攻撃。2014年5月に行われた金網マッチでよじ登ろうとしていた土井などにかけ金網から滑り落ちてしまうくらい油をかける攻撃。これ以降金網マッチで介入する際の定番の攻撃となっている。

## タイトル歴
DRAGON GATE
- 第9代オープン・ザ・ブレイブゲート王座（オープン・ザ・ガンマゲート王座）
- オープン・ザ・トライアングルゲート王座 12回 (第8代、10代、12代、18代、20代、23代、27代、29代、32代、37代、50代、54代）

パートナーは土井成樹 & 吉野正人→マグニチュード岸和田 & 土井成樹→鷹木信悟 & YAMATO→神田裕之 & YAMATO→CIMA & KAGETORA→CIMA & 堀口元気→吉野正人 & YAMATO→マグニチュード岸和田 & HUB→CIMA & ドン・フジイ
- オープン・ザ・ツインゲート王座 5回 (第6代、第9代、第10代、第13代、第33代)

パートナーは横須賀享→CIMA→土井成樹→CIMA
- KING OF GATE優勝（2007年）

大阪プロレス
- 大阪プロレス王座 (第4代)
- 大阪プロレスタッグ王座 2回 (初代、41代)

パートナーは大王QUALLT→スペル・シーサー
- 大阪タッグフェスティバル優勝（2001年）

パートナーは大王QUALLT

## リングネーム
- Gamma

現在使用中。
- ビューティフル ジョー

大阪プロレス時代に一時的に使用。カプコンが発売した同名のアクションゲームとのタイアップ。
- Gamma大王

2008年9月から因縁が勃発したB×Bハルクの第二の姿ダークサイド・ハルクに対抗して誕生した姿。ブギーマンに似て、顔から上半身を赤、目と口周りに白のペイントで、白いカラーコンタクトレンズと言う不気味な姿で。試合中には奇声を上げている。堀口元気曰く「紀元前1万年前にかの有名なガンマ帝国を築き上げ、現代の医学のすべてを駆使して降臨した」。11月5日に登場しハルクを襲撃し、11月16日にシングルマッチでハルクと対戦したが敗北。Gamma曰く、往生してしまった。
- ガンマ親方

2009年6月21日に行われた曙とのシングルマッチの試合前に登場。髷のかつらに白いまわし、片手に竹刀を持っている。ちなみにGamma本人は別人であると主張している。
- Gamma女王様

最初は2丁目プロレスなどで降臨。SMのボンデージ風の格好でムチを駆使し攻撃する。　またドラゴンゲート内では問題龍とのムシカ・コントラ・ムシカ・ランバージャック鞭打ちマッチにて久々降臨。問題龍の顔面にＭ字開脚でフォール勝ちした。

## メモ
- 2007年9月22日の大田区大会後に一旦DGと絶縁宣言を行ったが、1か月後に復帰（上記経歴欄参照）。なお、DGはミラノコレクションA.T.やTARU、SUWAら所属選手が離脱した際は一切の接触を断つ（最近は多少緩和されつつあるが）他、ウェブサイトの選手リンクからも即刻抹消するように厳しい態度で接するのが常であったため、Gammaの復帰劇は極めて異例な事柄と言える。この絶縁宣言についての詳細は一切明らかになっておらず、真実なのかギミックなのか不明である。
- ちなみに、離脱中はマンモス半田自主興行（自分から参戦のオファーをかけたらしい）、グレート・プロレスリングなどのローカル団体に参戦していた。
- ベビーフェイスになっても汚水攻撃、竹刀攻撃は止めないが会場の支持は厚い。

## 出演
PV出演
- 「ミラクルジャンプ」(岡村靖幸) - 共演:スペル・デルフィン、松井幸則

## その他
- 海老アレルギーらしい。
- 自称『DRAGON GATEのエース』と言っている一方、『ローカル3流レスラー』となぜか謙虚？なことも言っている。
- 一般的にはヒールに分類されるが、本人は「ヒールとは悪いことをする人のことを指す言葉で、僕は悪いことなんてしていませんから。好きなことを自由にやっているだけです（笑）。」ととぼけている[2]。
- 歴代のKING OF GATE優勝者の中で数少ないドリームゲート獲得経験がない選手であるが、トライアングルゲート（パートナー：CIMA, KAGETORA）とツインゲート（パートナー：横須賀享）を同時戴冠した選手でもある。
- コスチュームはキン肉マンのロビンマスクをモチーフに作られた。みちのくプロレス時代も仮面ライダーやウルトラマンを参考に作られている。しかし、ヒーローオタクではないらしい。
- WARRIORS-5加入でフェイスターンしたが、反則行為や相手への嫌がらせなどファイトスタイルはヒール時代からほとんど変化していない。しかし、これらの行為に対し観客からは大声援を受けている。
- 関西テレビのアナウンサーの山田恭弘とは、妙な因縁があるのか、テレビ中継などで執拗に攻撃を加えたりする。
- 週刊プロレスのファン企画でファンの高校生（女性）がエビアン（汚水攻撃）を受けた。それに対しCIMAは保護者に「お母さん、どういう教育してますの？」と苦笑いしていた。
- よく探偵!ナイトスクープに出演する。過去には依頼者の飛び蹴りを受け止めたり生でプロレスを見たい依頼者の祖母のためにプロレスをやったり電気あんまがプロレスラーにも効果があるのか？という依頼で出演している。また電気あんまをスリムクラブ真栄田に決められて逆にお返しをしたことがある。
- イギリスに同じリングネームのレスラーが居る。
- K-ness.とはみちのくプロレスで同日にデビューした間柄。お互いにとって唯一の同期であるが、練習生時代は非常に仲が悪かったという。